# François Faucher (peintre)
 (mai 2025).
La mise en forme du texte ne suit pas les recommandations de Wikipédia : il faut le « wikifier ».
Les points d'amélioration suivants sont les cas les plus fréquents :
- Les titres sont pré-formatés par le logiciel. Ils ne sont ni en capitales, ni en gras.
- Le texte ne doit pas être écrit en capitales (les noms de famille non plus), ni en gras, ni en italique, ni en « petit »…
- Le gras n'est utilisé que pour surligner le titre de l'article dans l'introduction, une seule fois.
- L'italique est rarement utilisé : mots en langue étrangère, titres d'œuvres, noms de bateaux, etc.
- Les citations ne sont pas en italique mais en corps de texte normal. Elles sont entourées par des guillemets français : « et ».
- Les listes à puces sont à éviter, des paragraphes rédigés étant largement préférés. Les tableaux sont à réserver à la présentation de données structurées (résultats, etc.).
- Les appels de note de bas de page (petits chiffres en exposant, introduits par l'outil «  Source ») sont à placer entre la fin de phrase et le point final[comme ça].
- Les liens internes (vers d'autres articles de Wikipédia) sont à choisir avec parcimonie. Créez des liens vers des articles approfondissant le sujet. Les termes génériques sans rapport avec le sujet sont à éviter, ainsi que les répétitions de liens vers un même terme.
- Les liens externes sont à placer uniquement dans une section « Liens externes », à la fin de l'article. Ces liens sont à choisir avec parcimonie suivant les règles définies. Si un lien sert de source à l'article, son insertion dans le texte est à faire par les notes de bas de page.
- La présentation des références doit suivre les conventions bibliographiques. Il est recommandé d'utiliser les modèles {{Ouvrage}}, {{Chapitre}}, {{Article}}, {{Lien web}} et/ou {{Bibliographie}}. Le mode d'édition visuel peut mettre en forme automatiquement les références.
- Insérer une infobox (cadre d'informations à droite) n'est pas obligatoire pour parachever la mise en page.

Pour une aide détaillée, merci de consulter Aide:Wikification.
Si vous pensez que ces points ont été résolus, vous pouvez retirer ce bandeau et améliorer la mise en forme d'un autre article.
 (novembre 2021).
Il peut être nécessaire de l'améliorer pour respecter le principe de neutralité de point de vue. 

Pour les articles homonymes, voir François Faucher (éditeur) et Faucher.
François Faucher est un peintre canadien. Il vit et travaille à Boucherville, une banlieue de Montréal, ainsi qu’à sa résidence secondaire à Adstock.

## Biographie
Il s’inscrit en architecture à l’Université Laval de Québec, où il gradue en 1983. Deux ans plus tard, il devient membre de l’Ordre des architectes du Québec.
Il a suivi deux sessions d’atelier libre en 1978 et 1979, avec l'artiste québécois Albert Rousseau.
Ses sujets de prédilection dans les années 1970 et 1980 sont les paysages qu’il peint sur les lieux, ainsi que les natures mortes. 
En 1983, alors qu’il peint à l’extérieur par une journée assez froide, il tremble et place quelques coups de pinceau aux mauvais endroits sur sa toile. Il s’aperçoit qu’il y a un effet de vibration dans ses tableaux et décide de développer ce phénomène. Il crée ainsi une nouvelle forme d’art très personnelle qu’il nomme: « vibrationisme ».
Sa production représente à partir de 1993 des musiciens et des instruments de musique classiques. 
Il crée en 2008 une série de tableaux sur les voitures de course et aussi les voitures anciennes, dont les deux Bugatti 1936 et 1939 du peintre international Jean-Paul Riopelle.
Faucher s’intéresse de plus en plus à l’abstraction au début des années 2010. 
En 1989, François Faucher est architecte depuis six ans. Il choisit sans d'être peintre à temps complet.

## À l'étranger
Les États-Unis
Il expose en 1993 chez Abney Gallery qui, à ce moment, est située sur Broadway dans Soho. 
En 1993, il participe au Artexpo de Chicago. Après cette expérience fructueuse, il décide de présenter ses œuvres à celui de New York en 1994 et il y retourne chaque année jusqu’en l’an 2000. En 1997, une galerie d’art de San Francisco le présente au Artexpo Los Angeles.
Le Mexique
En 1981, il participe à un échange organisé par les facultés d'architecture de l’Université Laval et la Universidad de Guanajuato au Mexique.
La France et autres pays européens
Après avoir participé au Salon d’automne à Paris en 2000 et 2001. Il en profite aussi pour aller s’inspirer dans d’autres pays comme l’Espagne, l’Italie, la Suisse, la Belgique, le Luxembourg, le Royaume-Uni et l’Irlande.

## Quelques oeuvres
Le G7 (2018)
François Faucher désire concrétiser un projet qu’il a en tête depuis plusieurs années. Le fait que le G7 (Groupe des sept) ait lieu au Québec en 2018, fait en sorte que cette idée se réalise. L’artiste peint les drapeaux des sept pays participants et les assemble pour en faire une œuvre gigantesque mesurant 6 x 72 pieds (1,80 x 22 m). Il produit une vidéo avec ces œuvres.
Le mur de Berlin (1989)
Lors de la chute du mur de Berlin, François Faucher peint une œuvre de 18  x  84 pouces (46 x 213 cm) représentant toutes les étapes de la vie de ce mur, allant des soldats avec leurs armes, qui empêchent les gens de traverser le mur, jusqu’à sa démolition et son côté lucratif par la vente des morceaux du mur qui sont transportés dans des camions.

## Expositions

### Principales expositions en galerie
- 2021: Galerie Symbole Art, Montréal (Canada) Exposition ayant pour thème "Fleurs et pianos"
- 2019: Galerie Symbole Art, Montréal (Canada). Faucher célèbre 30 ans dans cette galerie.
- 2016: Galerie Royale, Rochefort (France)
- 2016: Galerie Duc d’Aquitaine, Vouvant (France)
- 2015: Galerie Symbole Art, Montréal (Canada)
- 2015: Galerie Art Passion, Limoges (France)
- 2013: Galerie Art Espace, Nantes (France)
- 2012: Galerie La Palette, Lorient (France)
- 2011: Galerie Wilson, Dijon (France)
- 2008: Galerie Marcar’Art, Albi (France)
- 2007: Galerie Au temps qui passe, Genolier (Suisse). C’est dans cette galerie d’art que Salvador Dali a présenté une exposition peu avant son décès.
- 2004: Galerie Art Sud, Saint-Rémy (Aveyron) (France)
- 2001: Art Mode Gallery, Ottawa (Canada)
- 2001: Galerie L’Harmattan, Baie St-Paul (Canada)
- 1999: Spring Lake Gallery, Spring Lake, New Jersey (États-Unis)
- 1998: Inter Art Galerie Reich, Cologne (Allemagne)
- 1998: Galerie Lughien, Amsterdam (Pays-Bas)
- 1998: Ziegenfuss Gallery, Sarasota, Floride (États-Unis) Le célèbre chanteur du groupe ACDC, Brian Johnson, assiste au vernissage.
- 1996: Ziegenfuss Gallery, Sarasota, Floride (États-Unis)
- 1993: Abney Gallery, New York, New York (États-Unis)
- 1992: Galerie Symbole Art, Montréal (Canada)
- 1990: Galerie L’Esquisse du Temps, Paris (France)
- 1984: Galerie Lionel Tremblay, Québec (Canada)
- 1981: Guanajuato University, Guanajuato (Mexique)
- 1979: Galerie La Minerve, Québec (Canada)

### Expositions en musée
- 2016: Le vibrationnisme: Du paysage à l’abstraction / 40 ans de carrière (rétrospective), Musée Beaulne, Coaticook (Canada)
- 2013: Clin d’œil du vibrationniste: Du paysage à l’abstraction, Musée Pierre-Boucher, Trois-Rivières (Canada)
- 2010: À la découverte du vibrationnisme, Musée Marius-Barbeau, St-Joseph-de-Beauce (Canada)
- 2010: À la découverte du vibrationnisme, Musée de l’Hôtel des Postes, Victoriaville (Canada)
- 2002: Faucher: 25 ans de carrière (rétrospective), Musée minéralogique et minier, Thetford Mines, (Canada)
- 1994: Musée Marc-Aurèle-Fortin, Montréal (Canada)
- 1992: Musée Laurier, Arthabaska (Canada) Première exposition muséale de l’artiste.

### Principaux salons d’art
- 2008: Toronto Art Expo, Toronto (Canada)
- 2007: Salon International d’Art de Bourges, Bourges (France)
- 2005: Salon International d’Art de Bourges, Bourges (France)
- 2004:  Salon International d’Art de Bourges, Bourges (France)
- 2003:  Salon International d’Art de Bourges, Bourges (France)
- 2003:  Salon de Salers, Salers (France)
- 2002:  Salon International d’Art de Bourges, Bourges (France)
- 2002:  Salon de Salers, Salers (France)
- 2001:  Salon d’Automne, Paris (France)
- 2000:  Salon d’Automne, Paris (France)
- 2000:  Artexpo New York, New York, New York (États-Unis)
- 2000:  USEA Open Studios, Boston, Massachusetts(États-Unis)
- 1999:  Artexpo New York, New York, New York (États-Unis)
- 1999:  USEA Open Studios, Boston, Massachusetts(États-Unis)
- 1999:  Salon des Galeries d’art du Québec, Montréal (Canada)
- 1998:  Artexpo New York, New York, New York (États-Unis)
- 1998:  USEA Open Studios, Boston, Massachusetts(États-Unis)
- 1997:  Artexpo New York, New York, New York (États-Unis)
- 1997:  Artexpo Los Angeles, Los Angeles, Californie (États-Unis)
- 1996:  Artexpo New York, New York, New York (États-Unis)
- 1995:  Artexpo New York, New York, New York (États-Unis)
- 1995:  Salon des Galeries d’art du Québec,Montréal (Canada)
- 1994:  Artexpo New York, New York, New York (États-Unis)
- 1993:  Artexpo Chicago, Chicago (États-Unis)

## Prix, distinctions et évènements spéciaux
- 2018: Invité d’honneur de l’Expo Galerie de l’Association des Artistes peintres affiliés de la Rive-Sud (AAPARS), La Prairie, Québec (Canada)
- 2017: Parrain d’honneur du symposium international de peinture et sculpture du Saguenay-Lac-St-Jean, Chicoutimi, Québec (Canada)
- 2017: Récipiendaire du trophée Zénith Culturel au Gala Zénith de la Chambre de commerce et d’industrie de Thetford Mines, Québec (Canada)
- 2016: Artiste peintre officiel de «l’Organisation de la musique en entreprise» à Versailles (France)
- 2016: Reportage à l’émission «300M de critiques» sur TV5 Monde, "Mais qui est donc François Faucher?", Paris (France)
- 2011 à aujourd'hui: Biographie dans le Canadian Who’s Who, Toronto, Ontario (Canada)
- 2006: Président d’honneur du symposium du Carnaval de Québec, Québec (Canada)
- 2004: Président d’honneur du «Happening de l’Art Blanc», Thetford Mines, Québec (Canada)
- 2004: Président d’honneur du Festival de la Relève, Thetford Mines, Québec (Canada)
- 2003: Président d’honneur du Festival de la Relève, Thetford Mines, Québec (Canada)
- 2002: «Invité exceptionnel canadien» au Salon international d’art de Bourges, Bourges (France)
- 1999: Remporte la bourse Loto-Québec au Festival de peinture de Mascouche, Mascouche, Québec (Canada)
- 1998: Remporte la bourse Loto-Québec au Festival de peinture de Mascouche, Mascouche, Québec (Canada)

## Principales collections privées, corporatives et publiques
- Elton John
- Billy Joel
- Prospect Heights Care Center, Hackensack, NJ (États-Unis)
- Assemblée nationale du Québec, Québec (Canada)
- Musée Laurier, Victoriaville, Québec (Canada)
- Musée minéralogique et minier de Thetford Mines, Québec (Canada)
- Ville de Québec, Québec (Canada)
- Ville de Boucherville, Québec (Canada)
- Ville de Longueuil, Québec (Canada)
- Ville de Varennes, Québec (Canada)
- Ville de Thetford Mines, Québec (Canada)

### Presse écrite
- Isabelle Gauthier, Danse Chromatique, François Faucher / Colorful Vibrations, Magazin’Art, Montréal, Vol. 29, No 116, Été 2017, p.  48-51, p. 77-80
- Pierre Nadeau, Une rencontre avec François Faucher, Mag2000, Thetford Mines, Vol. 9, mars 2017, p. 11
- Nelson Fecteau, François Faucher, le père du vibrationnisme, Histoires de 30 entrepreneurs à succès, Thetford Mines, 2017, p. 40-41
- Dominic Villeneuve, François Faucher, Quand le mouvement du vibrationnisme rencontre la liberté de l’abstraction / When Vibrationism Meets the Freedom of Abstract Art,  Magazin’Art, Montréal, Automne 2013, p. 42-44, p. 72-74
- « Clin d’œil du vibrationniste » au Musée Pierre-Boucher avec François Faucher, Magazin’Art, Montréal, Hiver 2012/2013, p. 36
- Jean-Louis Avril, Galerie Art Sud : Été en Aveyron et zoom sur l’imaginaire du peintre François Faucher, Univers des Arts, Paris, Été 2012, p. 2
- Geoffroy Dalle,  François Faucher et le vibrationnisme / François Faucher and Vibrationism, Magazin’Art, Montréal, 18e année No 3, Printemps 2006, No 71, p. 116-119 p. 171-173
- Jules Arbec, Espaces vibratoires, Magazine Parcours, Montréal, Été 2001, Vol. 7,  No. 2, p. 37-44
- Paul Gladu, François Faucher : Un temps fort de la peinture, Magazin’Art, Montréal, Automne 1993, p. 70-72
- Patrick Loze, François Faucher : de la structure au « vibrationnisme », Magazine Parcours, Montréal, No. 7, Été 1992, p. 54

### Reportages télévisés
- NousTV, « Une Adstock de belle place », décembre 2020, https://youtu.be/OtQVx9Tao0s
- NousTV, « François Faucher », octobre 2016, https://www.youtube.com/watch?v=Dul-FI2TpeQ&t=67s
- TV5 Monde, « 300 M de critiques », « Mais qui est donc François Faucher? », animé par Guillaume Durand, septembre 2016, https://www.youtube.com/watch?v=wVXDOE8hR_g&t=2s
- Télévision de l’Érable, « François Faucher, le Vibrationniste », janvier 2014, https://www.youtube.com/watch?v=JjsZDK6lrSg
- TVCRA, « Portrait d’artiste », février 2009, https://www.youtube.com/watch?v=xZL3wOhFZpY
- TVA, Bla Bla Bla animé par Danièle Ouimet, 1994, Faucher rencontre la célèbre violoniste internationale Angèle Dubeau

### Vidéos
- François Faucher, vibrationniste, avril 2019, https://www.youtube.com/watch?v=Fv7_R-7XHDU&t=3s
- L’enjeu du G7 (The Challenge), juin 2018, https://www.youtube.com/watch?v=n6dp6O_OPMA
- Portrait de François Faucher, le vibrationniste, mai 2016, https://www.youtube.com/watch?v=Va3j2ZJE6c4